# Michael Nnachi Okoro
Michael Nnachi Okoro (* 1. November 1940 in Adiabo) ist ein nigerianischer Geistlicher und emeritierter römisch-katholischer Bischof von Abakaliki. 

## Leben
Michael Nnachi Okoro empfing am 19. Dezember 1965 von Bischof Thomas McGettrick SPS die Priesterweihe für das Bistum Ogoja.
Papst Paul VI. ernannte ihn am 27. Juni 1977 zum Weihbischof in Abakaliki und Titularbischof von Catabum Castra. Die Bischofsweihe spendete ihm der Apostolische Delegat in Ghana und Apostolische Pro-Nuntius in Nigeria, Erzbischof Girolamo Prigione, am 27. November  desselben Jahres; Mitkonsekratoren waren Francis Arinze, Erzbischof von Onitsha, und Thomas McGettrick SPS, Bischof von Abakaliki. 
Papst Johannes Paul II. ernannte ihn am 19. Februar 1983 zum Bischof von Abakaliki. Dieses Amt übte er bis weit in sein 81. Lebensjahr hinein aus. Papst Franziskus nahm am 6. Juli 2021 seinen altersbedingten Rücktritt an.